# پرویز جبل‌عاملی
پرویز جبل عاملی اورولوژیست برجسته ایرانی و رئیس دانشکده پزشکی دانشگاه تهران بود.
جبل عاملی تحصیلات ابتدایی را در دبستان باباطاهر آغاز کرد و تحصیلات متوسطه را در دبیرستان ناصرخسرو به پایان رساند. تحصیلات عالی خود را در رشته پزشکی آغاز کرد. وی موفق به اخذ درجه تخصصی در رشته ارولوژی گردید. سپس تحصیلات فلوشیپ خود را در رشته ارولوژی و انکولوژی دانشگاه کلیولند آمریکا به پایان رساند. وی دوره‌های تکمیلی پیوند کلیه و لاپاراسکوپی را در سه دانشکده لندن، سمورگو و استراسبورگ (انگلیس، آمریکا و فرانسه) گذراند. او همچنین عضو هیئت علمی گروه ارولوژی در بخش ارولوژی بیمارستان امام خمینی بود.